# Johnny the Fox
Johnny the Fox je sedmé studiové album irské skupiny Thin Lizzy, vydané v roce 1976 (viz 1976 v hudbě). Album bylo napsáno a nahráno v době, kdy se basista a zpěvák skupiny Phil Lynott zotavoval z hepatitidy, která způsobila že turné k albu Jailbreak muselo být v polovině přerušeno. Píseň "Don't Believe A Word" se stala britským singlovým hitem. Stopa "Johnny the Fox Meets Jimmy the Weed" je uvedena na výběru Ultimate Breaks And Beats.

## Seznam stop
1. "Johnny" (Lynott) – 4:26
2. "Rocky" (Downey, Gorham, Lynott) – 3:42
3. "Borderline" (Lynott, Robertson) – 4:35
4. "Don't Believe a Word" (Lynott) – 2:18
5. "Fools Gold" (Lynott) – 3:51
6. "Johnny the Fox Meets Jimmy the Weed" (Downey, Gorham, Lynott) – 3:43
7. "Old Flame" (Lynott) – 3:10
8. "Massacre" (Downey, Gorham, Lynott) – 3:01
9. "Sweet Marie" (Gorham, Lynott) – 3:58
10. "Boogie Woogie Dance" (Lynott) – 3:07

## Obsazení
- Brian Downey - bicí, perkusy
- Scott Gorham - sólová kytara, kytary
- Phil Lynott - basová kytara, zpěv, akustická kytara
- Brian Robertson - sólová kytara, kytary

hosté
- Fiachra Trench - strunná aranžmá, baskytara
- Phil Collins - perkusy
- Kim Beacon - doprovodný zpěv